# セルヒオ・ルイス
セルヒオ・ルイス・アロンソ（Sergio Ruiz Alonso、1994年12月16日 - ）は、スペイン・カンタブリア州エル・アスティジェロ出身のサッカー選手。グラナダCF所属。ポジションはDF、MF。

## クラブ経歴
カンタブリア州のエル・アスティジェロに生まれ、地元のアマチュアクラブでキャリアをスタートさせた。2015-16シーズン開幕前にラシン・サンタンデールのBチームへ移籍すると、同シーズン終了後にセグンダBに所属していたトップチーム昇格が決定し、昇格後すぐにレギュラーへ定着したことで2019年1月17日、2022年6月末までクラブとの契約を延長した。
2020年7月8日、MLSのシャーロットFCへ移籍した。しかし、同年9月3日、2020-21シーズンはUDラス・パルマスへレンタル移籍することが決定した。
2022年8月9日、グラナダCFへ移籍し、4年契約を交わした。

## タイトル

### クラブ
グラナダCF
- セグンダ・ディビシオン : 1回 (2022-23)